# Cacomantis
Cacomantis és un gènere d'ocells de la família dels cucúlids (Cuculidae ).

## Llista d'espècies
Aquest gènere està format per 7 espècies:
- cucut de les Moluques (Cacomantis aeruginosus).
- cucut ventre-roig (Cacomantis castaneiventris).
- cucut cua de ventall (Cacomantis flabelliformis).
- cucut ploraner (Cacomantis merulinus).
- cucut pitgrís (Cacomantis passerinus).
- cucut barrat (Cacomantis sonneratii).
- cucut de matollar (Cacomantis variolosus).